# Réformes de Pierre le Grand

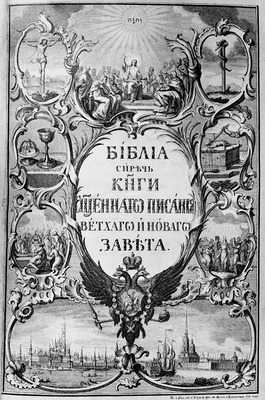
Le 14 novembre 1712, un oukaze impérial ordonne une nouvelle traduction de la Bible en slavon d'église. Elle est publiée le 18 décembre 1751 et est toujours utilisée aujourd'hui.

Les réformes de Pierre le Grand est un ensemble de réformes mises en place, de 1696 à 1725, par l'empereur Pierre Ier le Grand au cours de son règne sur la Russie, qui a duré de 1682 à 1725. En changeant la structure interne et l’administration de l’État, elles visaient à faire se rapprocher la législation russe de celle des pays de l'Europe occidentale.  Par leur ampleur, elles constituent une succession marquante d'événements dans l'histoire de la Russie. 
Pierre Ier accède au trône à l’âge de 10 ans en 1682 ; il règne conjointement avec son demi-frère Ivan V. Après la mort d’Ivan en 1696, Pierre a 24 ans, il règne seul et commence sa série de réformes radicales.
Les réformes de Pierre le Grand ont été poursuivies par sa fille Élisabeth Ire.

## Réformes

### Administration

#### Organisation territoriale

Gouvernements de l'Empire russe en 1708 : gouvernement d'Ingrie, de Moscou, de Kiev, d'Arkhangelogorod, de Smolensk, de Kazan, d'Azov et de Sibérie.

Les réformes territoriales peuvent être divisées en trois phases :
- La première phase, commencée avec la réforme urbaine de 1699, est mise en place pour limiter les abus de pouvoir des voïvodes. Pierre Ier instaure des mairies pour les villes par oukaze du 30 janvier 1699. Les maires nommés par les commerçants sont censés prendre en charge toutes les questions fiscales et juridiques des commerçants afin d'assurer la sécurité juridique des commerçants, mais aussi de garantir des rentrées fiscales stables pour l'État.
- La deuxième phase est la création des gouvernements de 1708-09 : le territoire de l'État est divisé en huit gouvernements, dont les recettes fiscales sont utilisées pour fournir des troupes aux commandants respectifs. Cette décentralisation permet de garantir qu'en cas de guerre, comme c'était le cas, certaines parties du pays restent défendables de façon indépendante.
- La dernière phase a lieu avec la réforme des gouvernements le 29 mai 1719 : le gouverneur est privé de certains droits et le voïvode transmet les impôts directement à Pétersbourg. Les onze gouverneurs conservent essentiellement leurs pouvoirs militaires. Le nombre de provinces dirigées par des voïvodes est porté à 50. Finalement, Pétersbourg met en place un grand nombre de nouvelles fonctions dans l'administration locale afin d'établir la séparation des pouvoirs.

#### Sénat
Le Sénat, plus haute autorité centrale depuis 1711, est au centre des efforts de réforme. Le Sénat regroupe des hauts dignitaires du pays et a une fonction consultative. Par oukaze du 22 février 1711, neuf sénateurs sont désignés et chargés de diriger le système judiciaire et tout le domaine de la politique intérieure. La Douma des boyards est abolie. Le Sénat est composé de personnes choisies sur la base de leurs compétences. Les ministères de l'armée et des affaires étrangères ont une position éminente, ils sont en contact étroit avec l'empereur. Le Sénat a existé avec seulement quelques changements jusqu'en 1917.

### Église
Les relations entre le tsar et l'église sont tendues depuis l'accession de Pierre au trône. Le tsar voit l'influence du clergé derrière la révolte des streltsy. Il soupçonne également les moines de conspiration dans les monastères. Le clergé officiel et les vieux-croyants s'opposent aux innovations de Pierre et avaient un grand soutien au sein du peuple. Le tsar doit intégrer l'église dans ses réformes et profite de la mort du patriarche Adrien (1628-1700) le 16 octobre 1700. Il empêche l'élection d'un nouveau patriarche et nomme à sa place un administrateur patriarcal qui, contrairement au patriarche, n'incarnait pas la dignité de l'infaillibilité des orthodoxes russes. Ce n'est qu'après la Grande guerre du Nord que le tsar Pierre Ier commence à réformer l'Église orthodoxe russe.
Le 25 janvier 1721 le très Saint-Synode, un temps appelé Collège ecclésiastique, est créé à la place du Patriarcat. Les membres prêtent serment au tsar, l'institution est donc inféodée au tsar. Le tsar Pierre Ier a ainsi créé un ministère pour les affaires de l'Église et, en même temps, supprimé l'autonomie de l'Église. La juridiction ecclésiastique est restreinte, ainsi que les propriétés des monastères, dont le nombre de moines est réduit.

### Société

#### Calendrier
Le 1er septembre 1699 marque dans le calendrier byzantin le début de l'année 7208 mais les célébrations de nouvel an sont reportées par oukaze au 1er janvier 1700 et marquent l'adoption du calendrier julien en Russie. Ce calendrier reste en vigueur jusqu'en 1918.